# Брагин, Владимир Григорьевич
Влади́мир Григо́рьевич Бра́гин (1896[…], Краснополье, Могилёвская губерния — 1972, Москва) — советский писатель

, драматург и либреттист

, автор рассказов и повестей для детей.

## Биография
Родился в 1896 году в Краснополье Российской империи (ныне Могилёвская область, Белоруссия). Член СП СССР (1937). Публиковался с 1918 года. С 1922 года заведовал редакцией журнала «Зорька», исполнял обязанности заведующего издательством «Работник земли и леса»; служил также представителем по культурно-организационным вопросам сельскохозяйственной кооперации. В конце 1920-х годов -- редактор в журнале «Гудок». С 1930 года писал либретто для опер, пьесы, сценарии, писал также для радиопостановок. В годы Великой Отечественной войны участвовал в организации снабжения детей писателей. Автор фантастического романа «В стране дремучих трав» (1948). Другой фантастический роман писателя «Искатель утерянных тысячелетий» остался незавершённым из-за смерти писателя (его закончила Мария Николаевна Качалова, издан в 1974 году под названием «Искатель утраченного тысячелетия»).

## Сочинения

### Либретто
1. «Пчелиный балет»
2. «Баллада о Серго»
3. «Кола Брюньон»

### Повести и рассказы для детей
- В стране дремучих трав: роман-сказка / Худ. В. А. Милашевский; Ред. В. И. Лебидько. — М.: Детская литература, 2016. — 462 с. — (Школьная библиотека). — ISBN 978-5-08-005247-7.
- Искатель утраченного тысячелетия: фантастическая повесть / Предисловие издательства и В. Шкловского; Послесл. А. Нейфаха; Рис. Е. Куманькова. — М.: Детская литература, 1974. — 240 с. — (Библиотека приключений и научной фантастастики). — 100 000 экз.

### Сценарии
- «Тень или человек» — фильм-сказка
- «Уличные артисты» — мультфильм
- «Карьера Фиалкина» — мультфильм

## Семья
Братья — писатель Михаил Брагин и общественный деятель Абрам Брагин.